# فرضيات كوخ

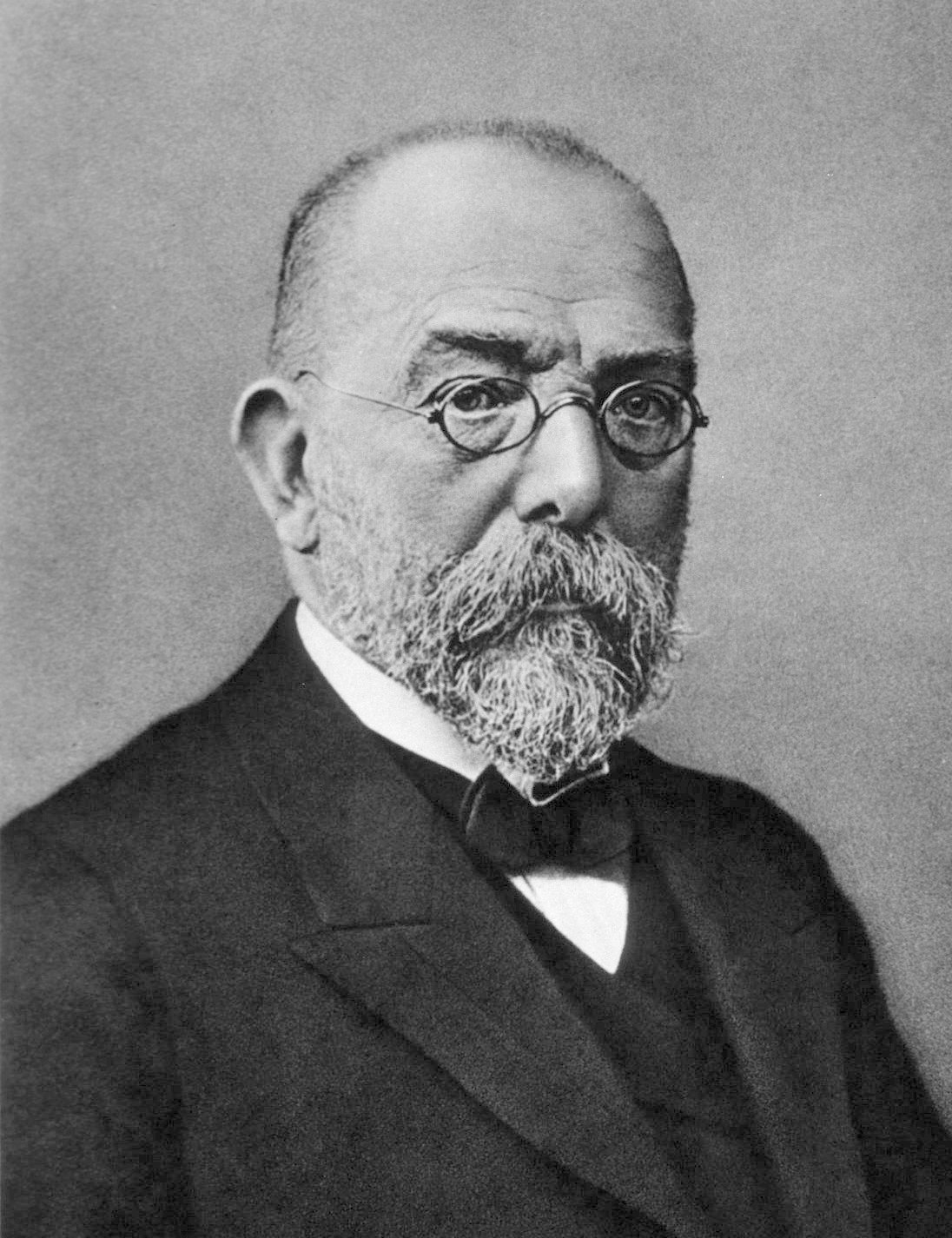
روبرت هيرمان كوخ (11 ديسمبر 1843 - 27 مايو 1910) هو طبيب ألماني طور فرضيات كوخ.

فرضيات كوخ هي أربعة معاييرٍ صممت لتشكل الأساس للعلاقة بين الميكروب الممرض والمرض. الفرضيات وضعها روبرت كوخ وفريدريك لوفلر عام 1884 ونشرها كوخ عام 1890. طبق كوخ هذه الفرضيات على الميكروب المسبب لمرض السل والجمرة الخبيثة.

## الفرضيات
فرضيات كوخ هي:

فرضيات كوخ

1. وجود الميكروب في جميع الكائنات التي تعاني من المرض، وليوجد في الكائنات السليمة.
2. عزل الميكروب من الكائن المصاب وزراعته على مزرعة نقية.
3. الميكروب الذي تم زراعته، ينبغي ان يسبب المرض عندما يتم تعريضه لكائن سليم.
4. يجب أن يتم إعادة عزل الميكروب من الكائن الذي تم عمل التجربة علية ويكون نفس الميكروب الأول (الذي تم عزله في الفرضية الأولى).

على أي حال، كوخ تجاهل الفرضية الأولى عندما اكتشف الكوليرا من أشخاص لا تظهر عليهم الأعراض. بعض الأمراض لا توجد لها أعراض ويسمى الشخص المصاب بحامل للمرض مثل شلل الأطفال والتهاب الكبد الفيروسي ج وحلأ بسيط.
في الفرضية الثانية من الممكن أن لا تتواجد في ميكروبات معينة كالبوينس بريون.
في الفرضية الثالثة تم تحديدها بكلمة «ينبغي» وليس «يجب» لأن كوخ نفسه أثبت أن ليس كل الميكروبات يمكنها أن تسبب المرض عندما تدخل جسم المضيف. عدم الإصابة يمكن أن تؤدي إلى حالة الجسم المناعية وتمكنه من مقاومة الميكروب.

## التاريخ
لقد طورت فرضيات كوخ في القرن التاسع عشر وأصبحت منهجًا عامًا للتعرف على الميكروبات التي من الممكن عزلها مع تقنيات العصر الحديث. في العصر الحالي، عدد العوامل المعدية تكون مقبولة لتكون السبب في حدوث المرض بالرغم أنما لا تحقق فرضيات كوخ. لذلك تحقيق هذه الفرضيات لم يعد حلًا لتحديد مسبب المرض.
فرضيات كوخ أثرت على العلماء الذين يبحثون في آلية حدوث المرض من قبل الميكروب.